# Philipp von Podewils

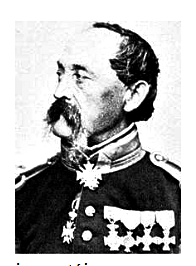
Philipp von Podewils

Philipp Ludwig Freiherr von Podewils (* 14. März 1809 in Amberg; † 25. November 1885 ebenda) war ein bayerischer Generalleutnant, Waffenkonstrukteur und Direktor der Gewehrfabrik in Amberg.

## Leben

### Herkunft
Philipp von Podewils stammte aus der Familie Podewils. Er war ein Sohn des bayerischen Oberst Franz von Podewils (1779–1842) und dessen Gattin Sophie, geborene Freiin von Reitzenstein (1786–1814).

### Militärkarriere
Nach dem Besuch des Progymnasiums trat Podewils am 24. Dezember 1825 als freiwilliger Kadett in das 1. Artillerie-Regiment der Bayerischen Armee ein. Unter Beförderung zum Fahnenjunker wurde er Ende August 1828 in das 2. Artillerie-Regiment versetzt und avancierte bis Mitte Juni 1830 zum Unterleutnant. Ab  Januar 1834 war Podewils auf zwei Jahre zur Gewehrfabrik in Amberg kommandiert. Durch einen Unfall mit einer Windbüchse verlor Ende August 1836 seinen linken Unterarm und wurde nach seiner Gesundung Ende Januar 1839 zur Gewehrfabrik versetzt. Hier stieg er bis Anfang Mai 1848 zum Hauptmann I. Klasse auf. Vom 9. Oktober 1849 bis zum 29. Dezember 1853 fungierte er als Inspektor an der Gewehrfabrik und wurde anschließend zu deren Direktor ernannt.
Er befasste sich intensiv mit Handfeuerwaffen, um deren Technik zu verbessern. 1859 konstruierte er das nach ihm benannte Podewils-Gewehr, den besten Vorderlader seiner Zeit (gezogener Lauf, Expansionsgeschoss), und wandelte diesen 1867 zum Hinterlader um. Das Infanteriegewehr M/1858 mit gezogenem Lauf wurde ab 1859 bei der bayerischen Armee eingeführt und im Deutschen Krieg von 1866 und im Deutsch-Französischen Krieg von 1870/71 eingesetzt. Dafür erhielt er 1860 eine Gratifikation von 15000 fl.
Für seine Tätigkeit wurde Podewils mehrfach ausgezeichnet. Er erhielt  das Komturkreuz des Militärverdienstordens, das Ritterkreuz des Verdienstordens vom Heiligen Michael, den Roten Adlerorden III. Klasse,  das Komturkreuz II. Klasse des Verdienstordens Philipps des Großmütigen sowie des Militär- und Zivildienst-Ordens Adolphs von Nassau und das Ehrenkreuz I. Klasse des Lippischen Hausordens. Der preußische König verlieh ihm am 11. Juli 1871 den Kronen-Orden II. Klasse mit Stern.
Bis zum 1. Mai 1873 avancierte Podewils zum Generalleutnant. In Anerkennung seiner langjährigen Dienste wurde ihm am 28. Dezember 1876 der nachgesuchte Abschied mit Pension bewilligt.
Wegen seiner Fürsorge wurde er von den Arbeitern der Gewehrfabrik verehrt, und bei seinem Begräbnis 1885 mit großer Anteilnahme geehrt. Seine Heimatstadt verlieh ihm zum 31. Dezember 1872 die Ehrenbürgerwürde.

### Familie
Verheiratet war er in erster Ehe seit dem 12. Oktober 1840 mit Martha Haas (1811–1869). Das Paar hatte mehrere Kinder:
- Julie (1841–1876) ⚭ 1871 Heinrich von Nagel zu Aichberg, bayerischer General der Kavallerie
- Karl (* 1844), bayerischer Major a. D. ⚭ 1872 Jessie Wallace-Best († 1908)

In zweiter Ehe hatte er sich am 4. Juli 1871 in Amberg mit Emilie von Vincenti (1816–1893) verheiratet.